# Bertea
Bertea – wieś w Rumunii, w okręgu Prahova, w gminie Bertea. W 2011 roku liczyła 3072 mieszkańców.